# Кристенсон, Улла
Улла Кристенсон (швед. Ulla Karin Frideborg Christenson, 23 июля 1924 — 18 декабря 1962) — шведская певица.

## Биография
Улла Кристенсон родилась в Гётеборге в семье бизнесмена Адольфа Кристенсона и Анны Фридеборги Берндтссон, у неё была сестра Агне Кристенсон и племянница Анне Рамберг. После окончания школы для девочек Улла училась пению и начала петь в Stora Teatern, где ей давали роли в операх и опереттах. Она получила стипендию для возможности дальнейшего обучения в Италии и выступления в итальянских театрах, но, будучи больной сахарным диабетом, начала терять зрение. Сильное ухудшение зрения поставило крест на её дальнейшей сценической карьере.
Улла вернулась в Швецию и нашла себя в участии в радио- и телепередачах. Её песни были впервые записаны весной 1953 г. лейблом Karusell (ныне Polydor Records). В 1954—1955 гг. она работала с His Master’s Voice, исполнив несколько песен в дуэте с Йоке Юханссоном при участии оркестров Йельвинг, Оке и Гуннара Линдена-Вельдена.
С 1955 по 1957 гг. она работала с лейблом Decca Records, записывала песни с участием Эгона Черрмана и Гуннара Свенссона.
Репертуар записей Уллы Кристенсон включал несколько десятков песен, среди которых были шведские версии международных шлягеров: En slant i fontänen («Три монетки в фонтане»), Que Sera, Sera (Whatever Will Be, Will Be), Oh mein Papa и Arrividerci Roma. Она участвовала в музыкальном фестивале Melodifestivalen 1959 с песней Lyckans soluppgång, занявшей 6-е место.
В 1947—1948 гг. Улла была замужем за актёром Кнутом Альбином Бликстом, а в 1954—1960 гг. — за музыкантом Йоке Юханссоном.
Улла рано ушла из жизни — в 38 лет, похоронена на кладбище Гётеборга.